# Марсіяни, забирайтеся додому
«Марсіяни, забирайтеся додому» (англ. Martians, Go Home) — науково-фантастичний роман-комікс американського письменника Фредріка Брауна, опублікований у журналі Astounding Science Fiction у вересні 1954 року, а пізніше  — видавництвом E. P. Dutton у 1955 році. У романі йдеться про письменника, який стає свідком інопланетного вторгнення на Землю хамовитих зелених чоловічків з Марса.

## Сюжет
Історія починається 26 березня 1964 року. Головний герой Люк Деверо  — 37-річний письменник-фантаст, з яким розлучається дружина. Деверо зачиняється в пустельній хатині з наміром написати новий роман (і забути про болісну невдачу свого шлюбу). П'яний, він обмірковує написання історії про марсіан, як раптом хтось стукає у двері. Деверо відчиняє і бачить маленького зеленого чоловічка, марсіанина. Прибулець виявляється дуже неввічливим; він наполягає на тому, щоб називати Люка «Мак», і має лише бажання образити та принизити Люка. Марсіанин, який є нематеріальним, виявляє здатність зникати за бажанням і бачити крізь непрозорі матеріали. Люк залишає свою каюту на машині, думаючи про себе, що інопланетянин був лише п'яною галюцинацією. Він розуміє, що помилявся, коли бачить, що на Землю прибув мільярд марсіан.

## Марсіани
Фредрік Браун відтворює популярний образ марсіан як маленьких зелених чоловічків, які мають зріст близько 75 см, невеликий тулуб, довгі обшарпані кінцівки та кулясті лисі голови. У них по шість пальців на кожній руці, вони носять черевики та штани. Вони вважають людську расу нижчою і зацікавлені в людській поведінці, а також розважаються, спостерігаючи за нею. На відміну від більшості інших вигаданих марсіанських загарбників, марсіани, про яких пише Браун, не мають наміру захоплювати Землю шляхом насильства, а натомість проводять години свого неспання, називаючи всіх «Мак» або «Тутс» (або їх регіональні варіації), розкривають сороміцькі таємниці, висміюють театральні постановки, політичні промови та навіть надають цинічні кольорові коментарі до невдалих спроб молодят одружитися. Безперервна їдка критика зупиняє більшість людської діяльності і зводить багатьох людей з глузду, зокрема і Люка, чия спричинена стресом нездатність побачити маленьких зелених лиходіїв розділила думки про те, чи слід вважати його божевільним, чи благословенним.

## Рецензія
Рецензент журналу "Galaxy" Флойд К. Гейл високо оцінив роман, сказавши, що хоча Браун час від часу «захоплювався», йому все ж таки «вдалося написати дуже смішну книгу». У 1977 році Річард А. Лупофф описав його як «один із найчарівніших шматочків науково-фантастичної фантазії, коли-небудь написаної [і] чудове читво».

## Відзнаки
Роман вважається класикою наукової фантастики за такими довідниками:
- Аннік Беген, «100 головних титрів наукової фантастики», Космос 2000, 1981;
- Наукова фантастика. Ідеальна бібліотека, Альбін Мішель, 1988;
- Опитування читачів газети «Carnage mondain», 1989 рік;
- Лорріс Мурай, «Метри наукової фантастики», Бордас, кн. «Компакти», 1993;
- Стен Баретс, «Науково-фантастичний письменник», Denoël, кн. «Присутність майбутнього», 1994.

## Екранізація
У 1990 році режисер Девід Оделл екранізував роман в однойменному фільмі з Ренді Квейдом у ролі головного героя, якого перейменували на Марка Деверо.